# جاك ر. بينز
جاك ر. بينز (بالإنجليزية: Jack R. Binns)‏ هو دبلوماسي أمريكي، ولد في 13 مايو 1933 في أوريغون في الولايات المتحدة.